# Katschhof

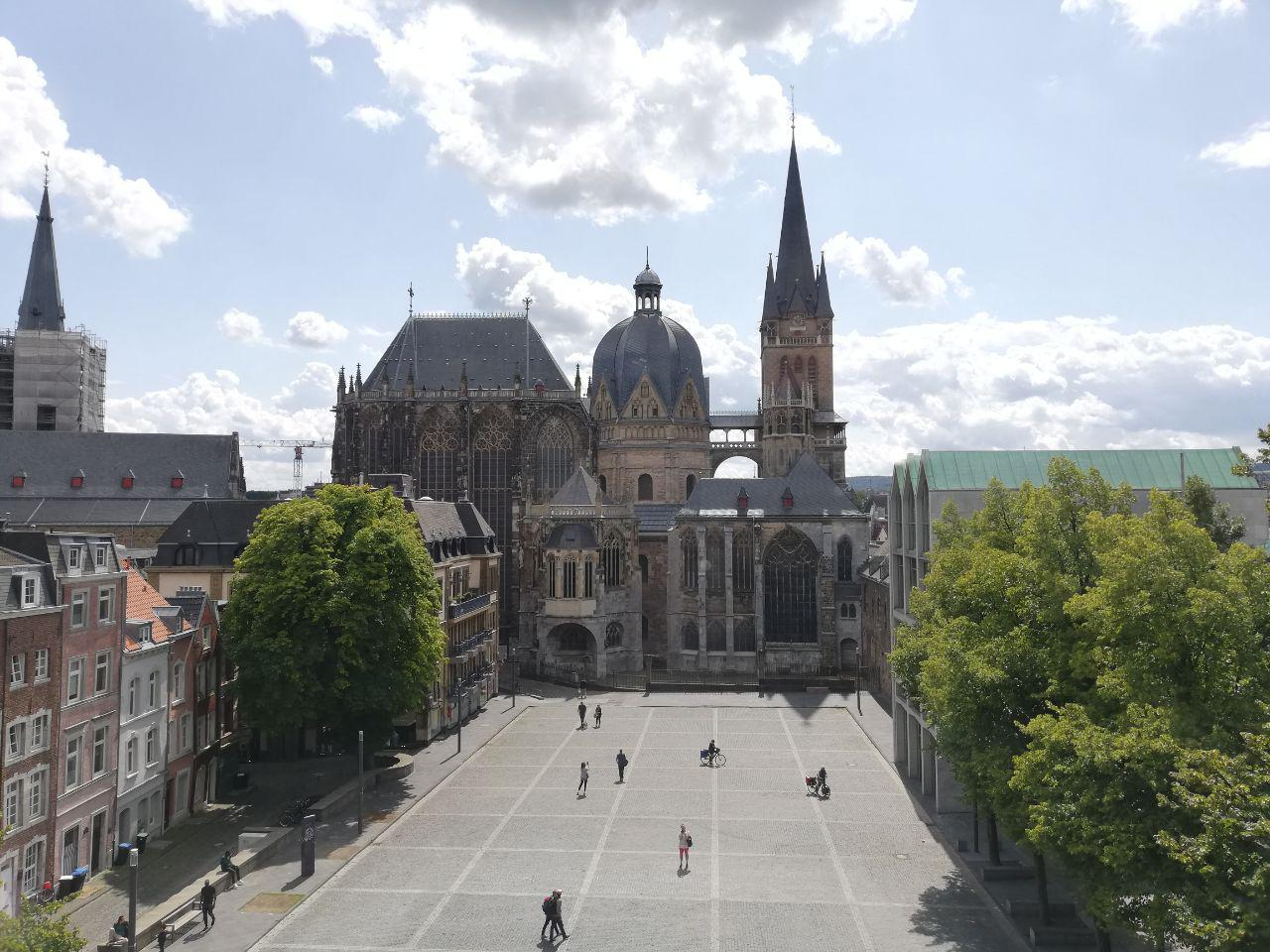
Blick vom Rathaus über den Katschhof zum Dom

Der Katschhof ist ein zentral gelegener, öffentlicher Platz in der Aachener Altstadt. Der Name leitet sich von Kaxhoff, später Kackshoff oder laut Oppenhoff von Katzhoff ab und bezeichnet damit den Ort des ehemaligen Prangers (Katz, Kaks). Zwischen 1847 und 1902 wurde der Katschhof zu Ehren des Aachener Bürgermeisters Gerhard Chorus Chorusplatz genannt, danach erfolgte wieder der alte historische Name und die zuführende Straße erhielt stattdessen den Namen Ritter-Chorus-Straße. Durch die Lage zwischen dem Aachener Dom und dem Aachener Rathaus sowie der nach einem mittelalterlichen Grundriss nachempfundenen Bebauung strahlt er eine besondere Atmosphäre aus. Größere Ereignisse wie beispielsweise Konzerte, Wochenmärkte, Stadtfeste und auch der alljährliche Aachener Weihnachtsmarkt finden hier statt.

## Geschichte

### Frühmittelalter bis 19. Jahrhundert

Modell der Pfalzanlage

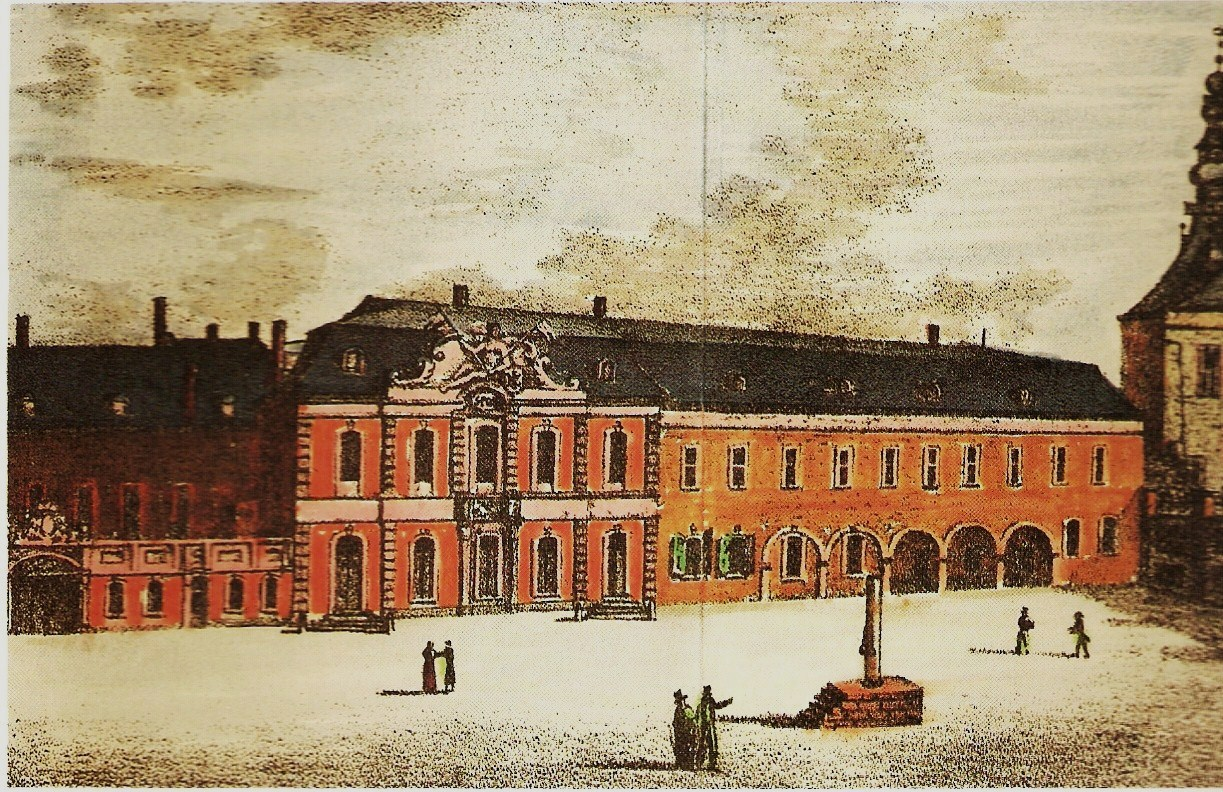
Altes Komödienhaus

Die städtebauliche Substanz des Platzes offenbart vordergründig die Formation der Aachener Kaiserpfalz aus der Zeit Karls des Großen. Bis heute entspricht der Katschhof dem lang gezogenen Rechteck der früheren inneren Pfalzanlage zwischen Pfalzkapelle im Süden, dem späteren Dom und der ehemaligen Königshalle im Norden, welche Mitte des 14. Jahrhunderts von Gerhard Chorus zum Rathaus umfunktioniert wurde. Verbunden waren diese Gebäude mit einem steinernen Verbindungsgang im Westen und einem ehemaligen hölzernen Wandelgang im Osten. In der Mitte des westlichen Teils des Verbindungsgang befand sich ein Portikus, auf den die heutige Ritter-Chorus-Straße hinzielt und der seit der karolingischen Zeit auch als kaiserliches Gerichtsgebäude, genannt die Acht, für das Schöffengericht diente. Auf der östlichen Seite außerhalb des hölzernen Verbindungsganges schloss sich der Bereich der römischen Thermen an, wo sich das Thermalbad Karls des Großen, das Aachener Kaiserbad, befand.
Westlich außerhalb des Portikus, aber in dessen Sichtweite gelegen, befand sich das alte Rathaus, das so genannte Grashaus, welches nach dem Umbau der karolingischen Königshalle zum neuen Rathaus als weitere Gerichtsstätte des Schöffengerichts diente und etwa ab dem 18. Jahrhundert dann nur noch als Gefängnis. In der Acht wurde so mancher Angeklagte zum Prangerstehen verurteilt, welches schließlich im Bereich der inneren Pfalzanlage vollstreckt wurde. Der Pranger hieß zu jener Zeit allgemein „die Kaks“, ein Name, der vom niederländischen Wort „Kax“ für Schandpfahl abstammen soll, und dieser gab damit dem Katschhof seinen heutigen Namen. Bis ca. 1790 soll der Pranger dort gestanden haben.
Bereits frühzeitig begann man damit, den Katschhof mit Wohn- und Wirtschaftshäusern zu umbauen, in denen vermutlich wohl zunächst Karl der Große und sein Hofstaat wohnten. Ab dem 12. Jahrhundert wurde an der Westflanke, zwischen Portikus und Königshalle, der steinerne Verbindungsgang abgerissen und eine Tuchhalle, das Aachener Gewandhaus, errichtet, die der Stadtbaumeister Johann Joseph Couven zwischen 1748 und 1751 zum Komödienhaus Aachen umbauen ließ. Mit diesem Gewandhaus verbunden war an seiner Südseite das modernisierte ehemalige kaiserliche Gerichtsgebäude mit einem Restbestand des alten Portikus.
In preußischer Zeit nahm die Bedeutung des Katschhofes als innerstädtischer Versammlungsplatz ab und er wurde unverhältnismäßig sowohl an der Rückseite des Rathauses als auch vor dem Dom mit Wohngebäuden zugebaut.

### 20./21. Jahrhundert

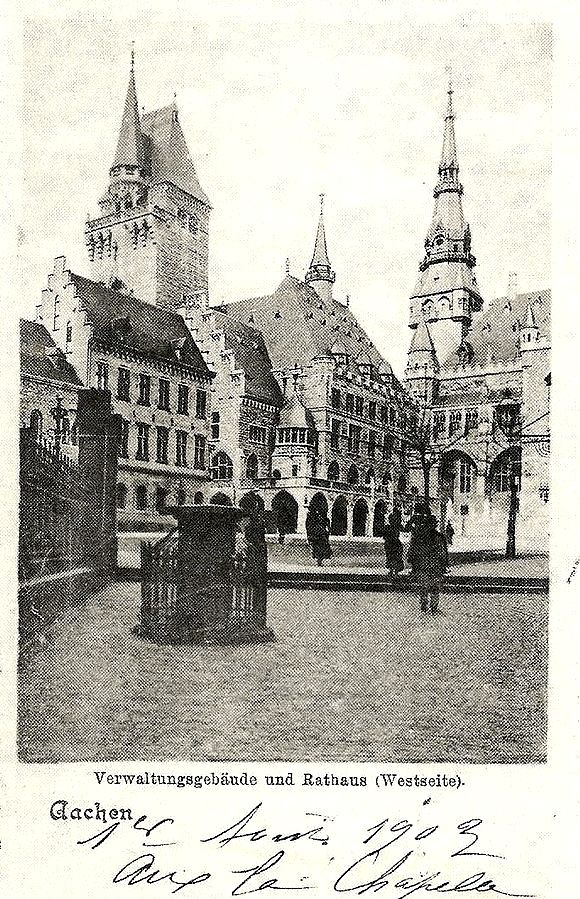
Ehemaliges städtisches Verwaltungsgebäude

Im Jahr 1902 wurde das Komödienhaus abgerissen und stattdessen nach Plänen des Aachener Stadtbaumeisters Joseph Laurent ein neues neugotisches städtisches Verwaltungsgebäude mit burgfriedähnlichem Turmbau errichtet, das wie eine mächtige Königsburg wirkte. Nach Beschädigungen im Zweiten Weltkrieg wurde es dem Zeitgeist folgend abgerissen, und es entstand im Jahr 1957 an gleicher Stelle nach Entwürfen von Gerhard Graubner ein neues, nüchternes Verwaltungsgebäude, das seit Juni 2014 auch das Centre Charlemagne – Neues Stadtmuseum Aachen beherbergt. Zwischen dem nicht mehr vorhandenen Portikus und den Gebäudeteilen, die das Atrium mit dem Domkreuzgang und die Aachener Domschatzkammer beherbergen, befindet sich der heutige Trakt der Aachener Domsingschule. An der östlichen Seite des Platzes grenzen die Rückfronten einer Gebäudezeile der parallel verlaufenden Krämerstraße an die Bodenerhebung, die den Verlauf des alten Säulenganges deutlich macht, sowie daran anschließend und direkt am Südausgang zum Münsterplatz hin die heutige Domklinik. Die restlichen in der preußischen Zeit errichteten Wohngebäude wurden nach dem Ersten Weltkrieg nicht mehr aufgebaut und der Platz stattdessen als innerstädtischer Freiraum nach altem Vorbild wieder hergerichtet.
Zuletzt wurde im Jahr 2011 die zuvor mit einer alten Bruchsteinmauer abgestützte podestartige erhöhte Nutzfläche an der dem Katschhof zugewandten Rückseite des Rathauses durch einen durchgehenden Treppenverlauf aus Blaustein ersetzt.

### Veranstaltungsort
Nachdem ab dem Jahr 1982 das Befahren und Parken auf dem Katschhof verboten wurde, entwickelte sich der Platz immer mehr zu einem Ort diverser Veranstaltungen, darunter:
- als Platz für Open-Air-Konzerte aller Art, für das Aachener Weinfest, aber auch für Open-Air-Veranstaltungen im Rahmen der Aachener Heiligtumsfahrt
- als weiteren Standort für den Wochenmarkt und den jährlichen Weihnachtsmarkt
- seit 2012 als Austragungsort für das internationale Aachener Domspringen, eine eranstaltung der Leichtathletikabteilung der Alemannia Aachen in Zusammenarbeit mit NetAachen bei sich bedeutende Stabhochspringer zu einem abendlichen Sportmeeting vor rund 5000 Zuschauer einfinden.[1]
- seit 2016 als Projektplatz für den „Archimedischen Sandkasten“, ein Projekt in den Sommerferien der Schulen unter der Federführung von Future Lab Aachen, der Bleiberger Fabrik und verschiedenen Instituten der RWTH und der FH Aachen, bei dem Kinder Fragen der Technik spielerisch in und an einem großen künstlichen Sandkasten vermittelt werden.[2]
- Als thematischer Ausstellungsort wie beispielsweise für den Tag des Ehrenamtes, für Hochschuljubiläen oder aus Anlass des Karlsjahres zum 1200. Todestag von Karl dem Großen im April 2014 mit der Installation Mein Karl von  Ottmar Hörl, bei der rund 500 etwa einen Meter hohe rote oder goldene Kaiser-Karl-Figuren aufgestellt wurden.[3]

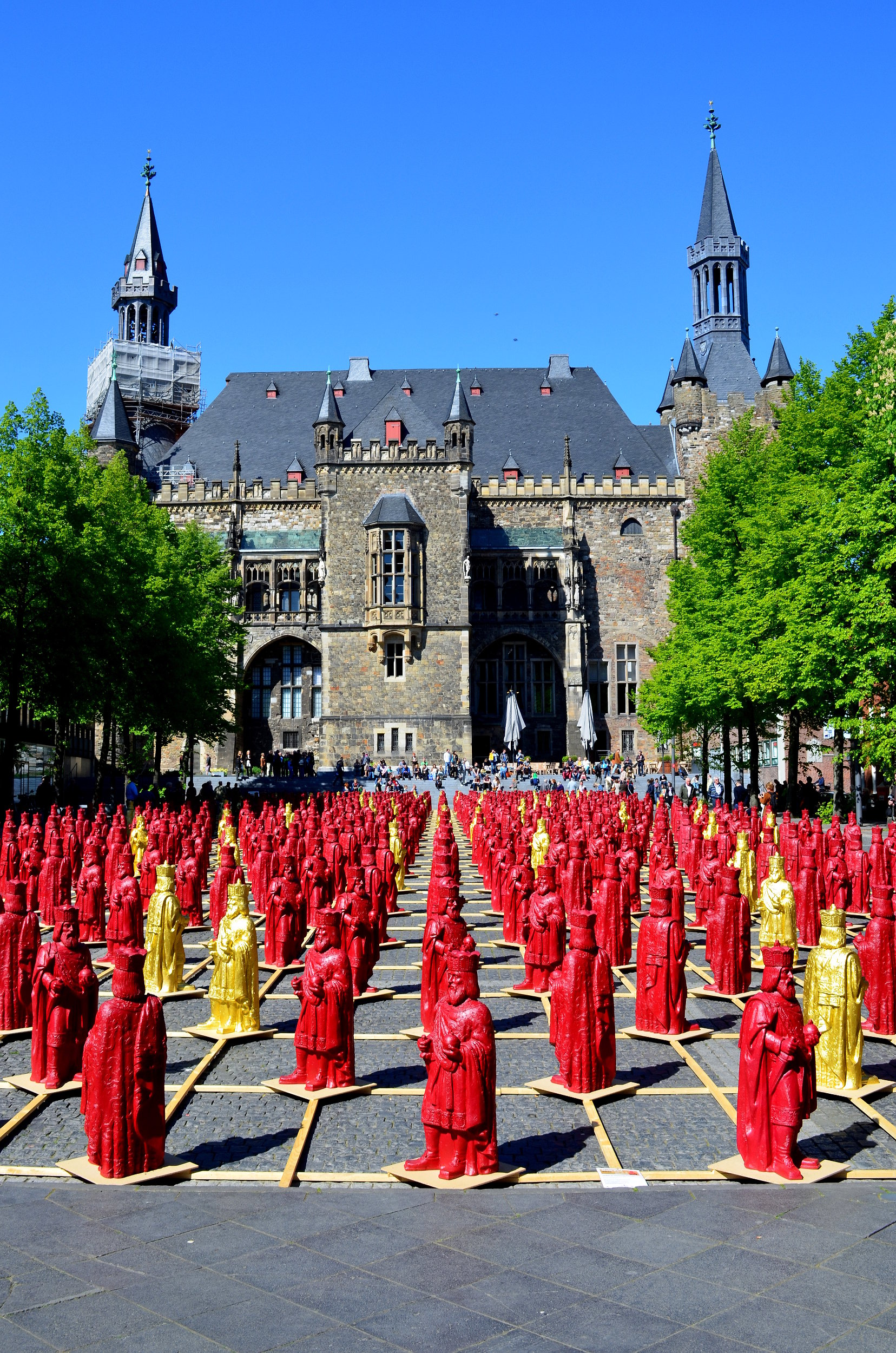
Installation Mein Karl
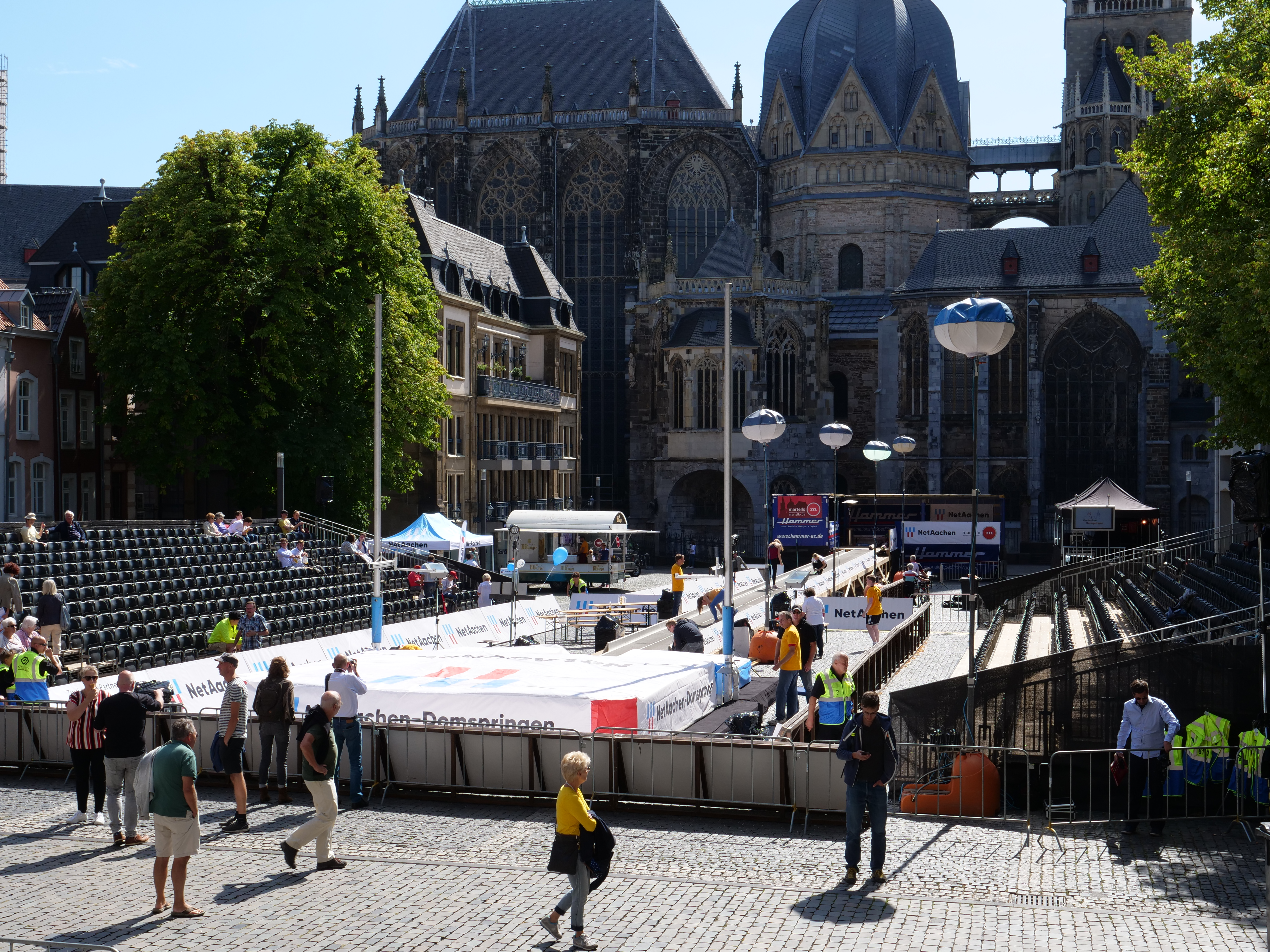
Anlage Domspringen
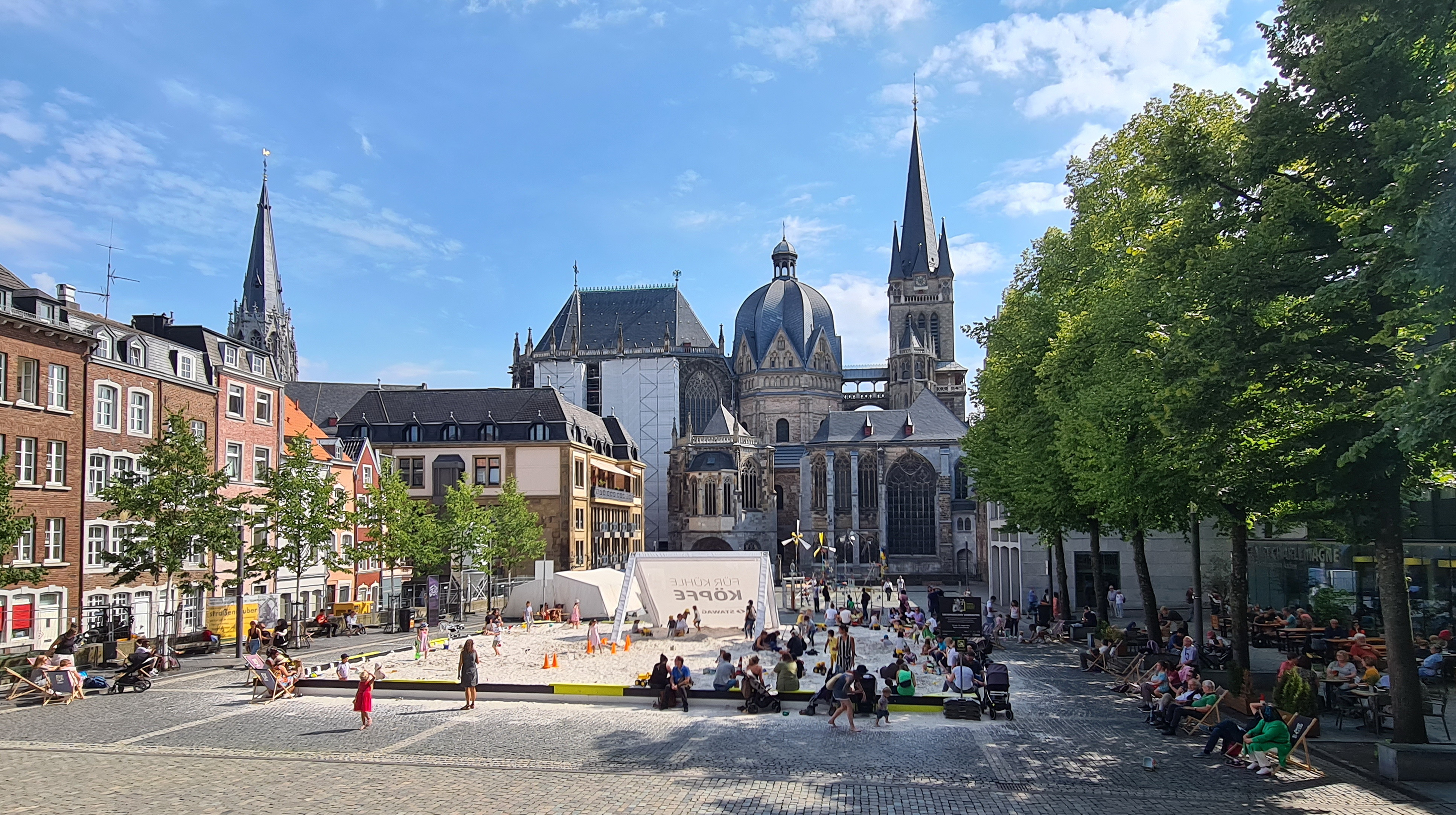
Archimedischer Sandkasten 2022
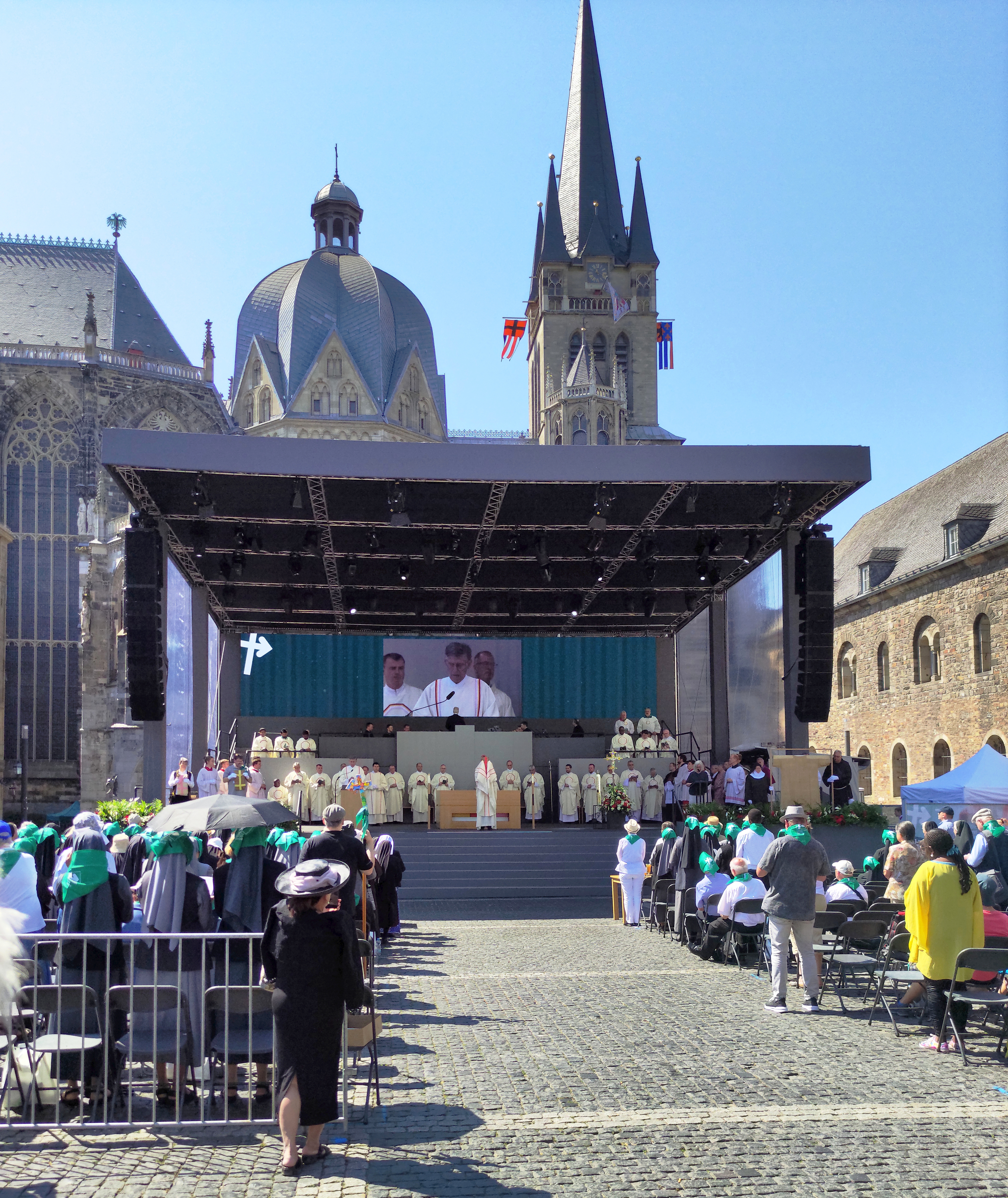
Heiligtumsfahrt 2023
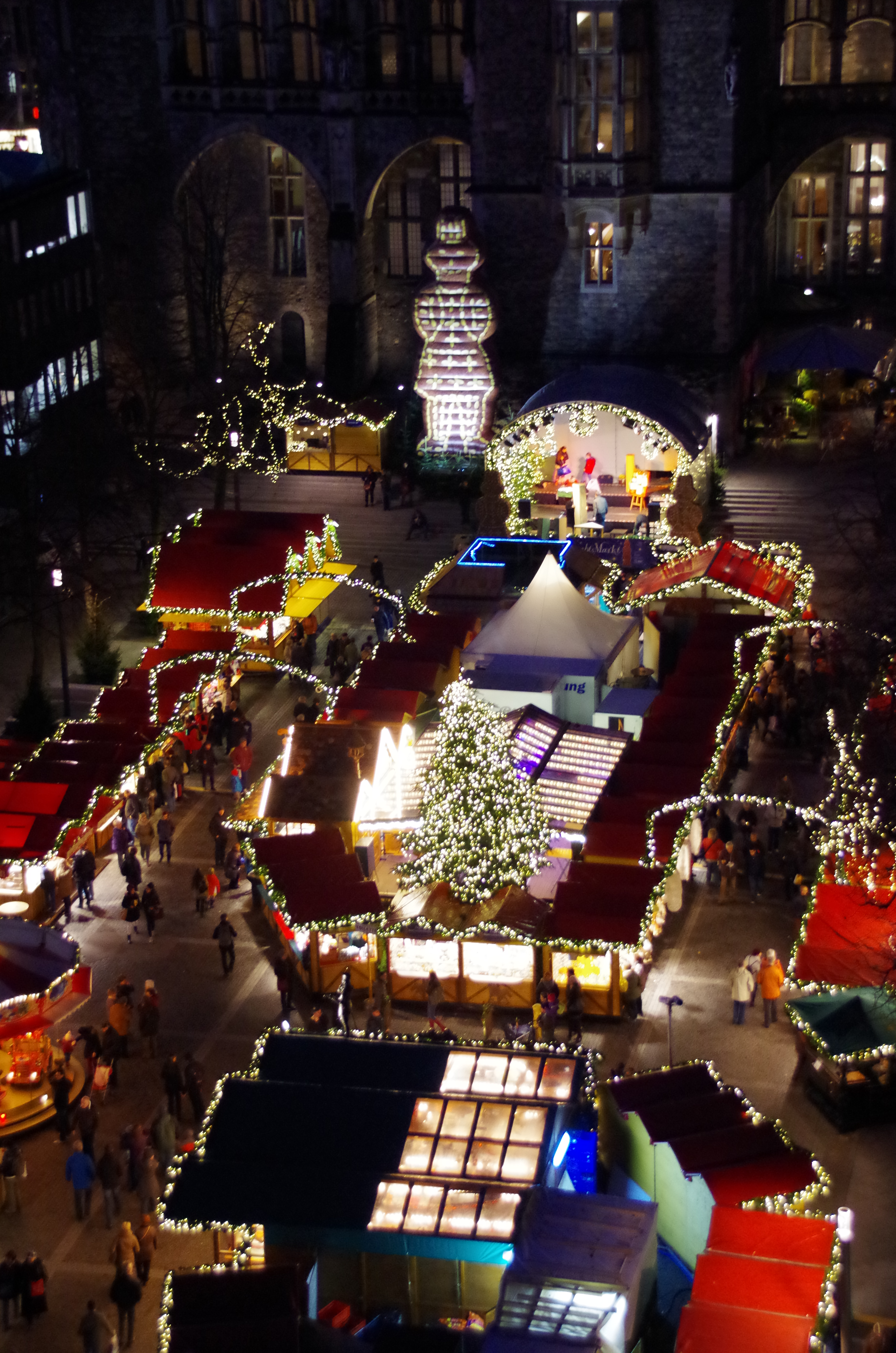
Weihnachts-Markt bei Nacht

### Erinnerungsstätte

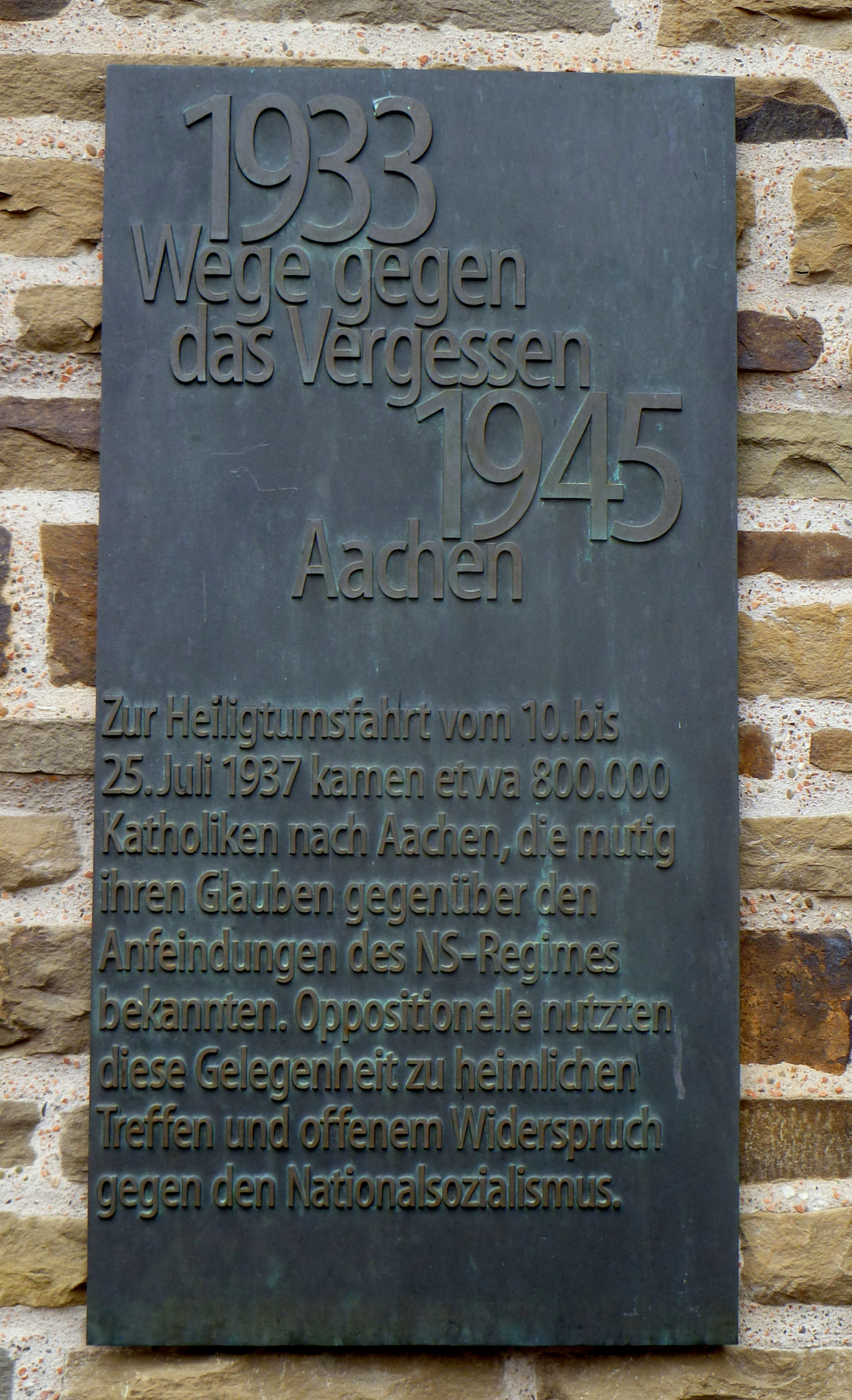
Gedenktafel WgdV
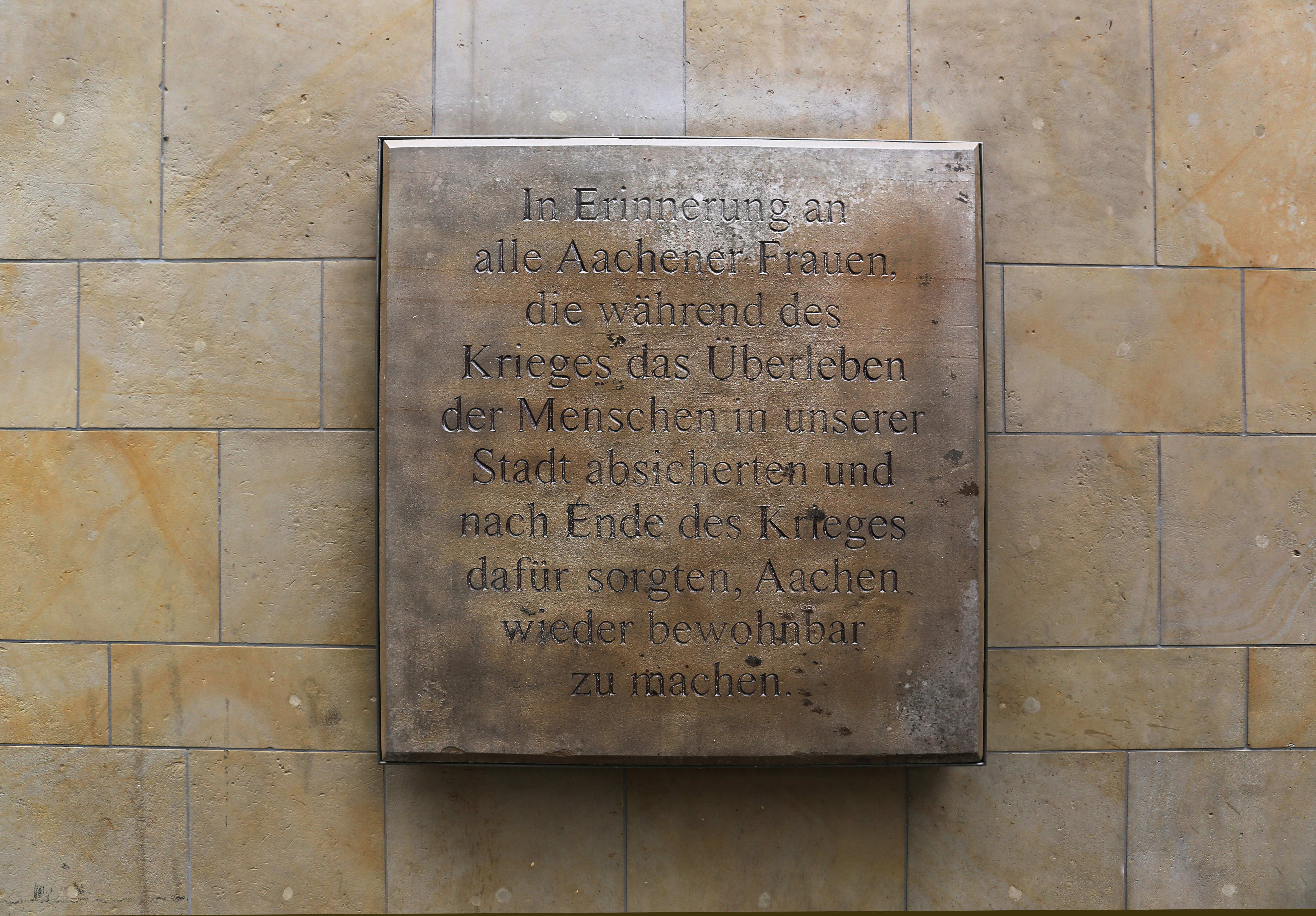
Gedenktafel Trümmerfrauen

Eine bronzene Gedenktafel des Projektes Wege gegen das Vergessen, die an die Katholiken erinnert, die sich im Rahmen der Heiligtumsfahrt Aachen 1937 für ihren Glauben gegenüber den Anfeindungen des NS-Regimes einsetzten, wurde an der dem Katschhof zugewandten Seite des Gebäudetrakts mit dem Atrium und dem Kreuzgang angebracht. Auf ihr steht geschrieben: 

„Zur Heiligtumsfahrt vom 10. bis 25. Juli 1937 kamen etwa 800.000 Katholiken nach Aachen, die mutig ihren Glauben gegenüber den Anfeindungen des NS-Regimes bekannten. Oppositionelle nutzten diese Gelegenheit zu heimlichen Treffen und offenem Widerspruch gegen den Nationalsozialismus.“

Eine weitere Gedenktafel hängt am Gebäude Centre Charlemagne, mit der den so genannten Trümmerfrauen gedacht wird. Auf ihr steht geschrieben: 

„In Erinnerung an alle Aachener Frauen, die während des Krieges das Überleben der Menschen in unserer Stadt absicherten und nach Ende des Krieges dafür sorgten, Aachen wieder bewohnbar zu machen.“